# 최후전선 180리
최후전선 180리(최후전선 백팔십리)는 한국에서 제작된 임원직 감독의 1966년 영화이다. 남궁원 등이 주연으로 출연하였고 박의순 등이 제작에 참여하였다.

## 출연

### 주연
- 소동포
- 남궁원
- 김석훈
- 이대엽
- 태현실

## 제작진
- 조명: 장기종
- 미술: 홍성칠